# Пожгаи, Имре
И́мре По́жгаи (венг. Pozsgay Imre; 26 ноября 1933, Конь — 25 марта 2016, Будапешт) — венгерский политик, партийно-государственный функционер ВНР при правлении Яноша Кадара, в конце 1980-х — лидер реформаторского крыла правящей ВСРП. Инициатор политических реформ 1989 года и преобразования коммунистической ВСРП в социал-демократическую ВСП. Активно способствовал мирной трансформации общественного строя Венгрии, считается видным деятелем восточноевропейских революций 1989. Профессор политологии Дебреценского университета, советник премьер-министра Венгрии Виктора Орбана. Автор многочисленных работ на политическую тематику.

## Партийная карьера
Родился в семье портного из села Конь, расположенного в медье Дьёр-Мошон-Шопрон. После окончания средней и садоводческой школы в Эньинге и Фертёде соответственно учился в Институте Ленина. В 17-летнем возрасте вступил в правящую сталинистскую ВПТ, во главе которой стоял тогда диктатор Матиаш Ракоши. В 1951 году возглавил ячейку партии в Балатонбожоке (сегодня часть Эньинга). После Венгерского восстания 1956 и роспуска ВПТ состоял в созданной на её основе ВСРП Яноша Кадара. 
В 1957 окончил Институт Ленина — центр подготовки партийно-идеологических кадров. В публикациях того периода резко критически отзывался о Венгерском восстании и Имре Наде. Так, в статье «Революция или контрреволюция?» в газете «Petőfi Népe» от 15 декабря 1957 года назвал события 1956 года «чистой контрреволюцией», пытавшейся реставрировать «капиталистические порядки и буржуазное правление», а Надя характеризовал как «ренегата», «чьи интеллектуальные способности годились разве что для карьеры сборщика налогов, но чья беспринципность обеспечила ему пост премьер-министра в самые яростные дни разбушевавшегося белого террора». Впоследствии Пожгаи говорил, что был вначале искренним сторонником Кадара, но изменил отношение к режиму после повешения Имре Надя в 1958.
До 1975 занимал ряд партийных постов в системе пропаганды и идеологического контроля. Специализировался на партийном руководстве прессой и учреждениями культуры. С 1957 по 1965 год он занимал должность директора Вечернего университета марксизма-ленинизма при Бач-Кишкунском комитете ВСРП, затем с 1965 по 1968 год он был заведующим отделом агитации и пропаганды партийного отделения местного медье. До 1969 года он был секретарём Бач-Кишкунского отделения партии. После этого он был назначен заведующим отделом печати Центрального комитета. С 1971 по 1975 год он был заместителем главного редактора газеты «Társadalmi Szemle». 
С 1975 — заместитель министра культуры Ласло Орбана в кабинете премьер-министра Дьёрдя Лазара, в 1980—1982 — министр культуры ВНР. В июне 1980 его ведомство было объединено с Министерством образования.
В 1980 Пожгаи был введён в состав ЦК ВСРП. С 1982 по 1988 — секретарь национального совета Отечественного народного фронта, массовой организации, функционировавшей под эгидой ВСРП. С 1983 — депутат Государственного собрания, избранный на дополнительных выборах. На парламентских выборах 1985 стал депутатом по национальному списку партии. В 1988—1989 Пожгаи — член Политбюро ЦК ВСРП. В 1988—1990 — государственный министр, секретарь кабинета министров ВНР.

## Реформаторский курс

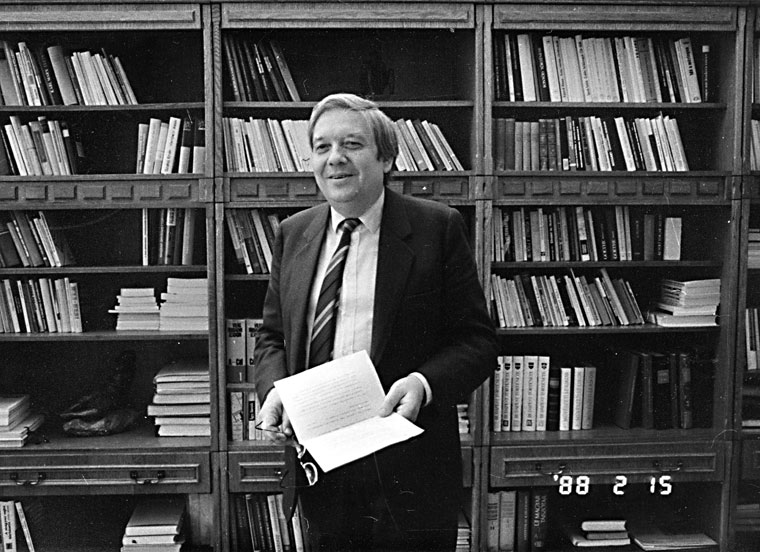
Пожгаи в 1988 году (фото Яноша Эйферта)

Имре Пожгаи был видным проводником кадаровской политики «гуляшного коммунизма». Формально не посягая на идеологические основы, Пожгаи постепенно смягчал идеологический контроль, допускал некоторые общественные дискуссии и инициативы и этим завоёвывал популярность, прежде всего в интеллигентской среде. Докторская диссертация Пожгаи, защищённая в 1968, называлась «Перспективы демократии при социализме».
Иногда этот курс наталкивался на сопротивление партийных ортодоксов, отстранение Пожгаи с поста министра культуры было связано с его разрешением на «крамольный» репертуар независимого будапештского Театра имени Йожефа Катоны, навеянный польскими событиями 1981. Реформаторские идеи Пожгаи вызывали недовольство Кадара на последнем этапе его правления.
Политические позиции Пожгаи укрепились в 1988, после отхода Яноша Кадара от практического управления ВСРП и ВНР. Прямой преемник Кадара, новый генеральный секретарь Карой Грос, придерживался ортодоксальных взглядов. Однако в новом составе политбюро ЦК ВСРП резко усилилась реформаторская группа, главными представителями которой были Режё Ньерш, Миклош Немет, Матиаш Сюрёш, Имре Пожгаи. При этом именно Пожгаи, как партийный куратор идеологии и пропаганды, являлся самым публичным деятелем этой группы. Он же занимал в ней наиболее радикальные позиции.

## Идеолог демократической эволюции
28 января 1989 года Имре Пожгаи в официальном заявлении назвал события осени 1956 года народным восстанием против сталинистского режима. Это выступление стало сигналом к началу кардинальных политических реформ в Венгрии. Оно также символически предварило Революции 1989 года во всей Восточной Европе.
В майском интервью Der Spiegel Пожгаи назвал существование Берлинской стены позорным «памятником сталинизма». Пожгаи был основным организатором торжественного перезахоронения Имре Надя 16 июня 1989 и стоял у гроба в почётном карауле. Выступления на этой церемонии не оставляли сомнений в начале новой политической эры. Имре Пожгаи и Отто фон Габсбург инициировали 19 августа 1989 проведение акции Европейский пикник, с которой фактически началась активная фаза революционных событий в ГДР.
В течение 1989 года в Венгрии утвердилась свобода печати, собраний и союзов, из конституции была изъята статья о руководящей роли компартии, возникли легальные оппозиционные партии. Осенью было объявлено о преобразовании коммунистической ВСРП в социал-демократическую ВСП (председателем ВСП стал Ньерш, его заместителем — Пожгаи). В марте-апреле 1990 состоялись первые за послевоенный период свободные парламентские выборы в Венгрии. Кардинальная смена общественно-политической системы совершилась эволюционным путём. В этом процессе Имре Пожгаи сыграл одну из ключевых ролей.

Многие левые радикалы пишут, что без нажима снизу коммунисты бы никогда не отступили, не сдали власть. Не знаю. В самой этой версии, в её категоричности очень много от коммунизма, от недоверия к человеку. Разве не сами коммунисты, руководители ВСРП Ньерш, Пожгаи сдали власть в Венгрии?

Александр Ципко, предисловие к книге А. Н. Яковлева «Горькая чаша»

Общественно-политические реформы в Венгрии 1989 года рассматривались как наиболее эффективный пример преобразований перестроечного типа, а Имре Пожгаи — как самый успешный последователь Михаила Горбачёва.

## От социализма к национальному консерватизму

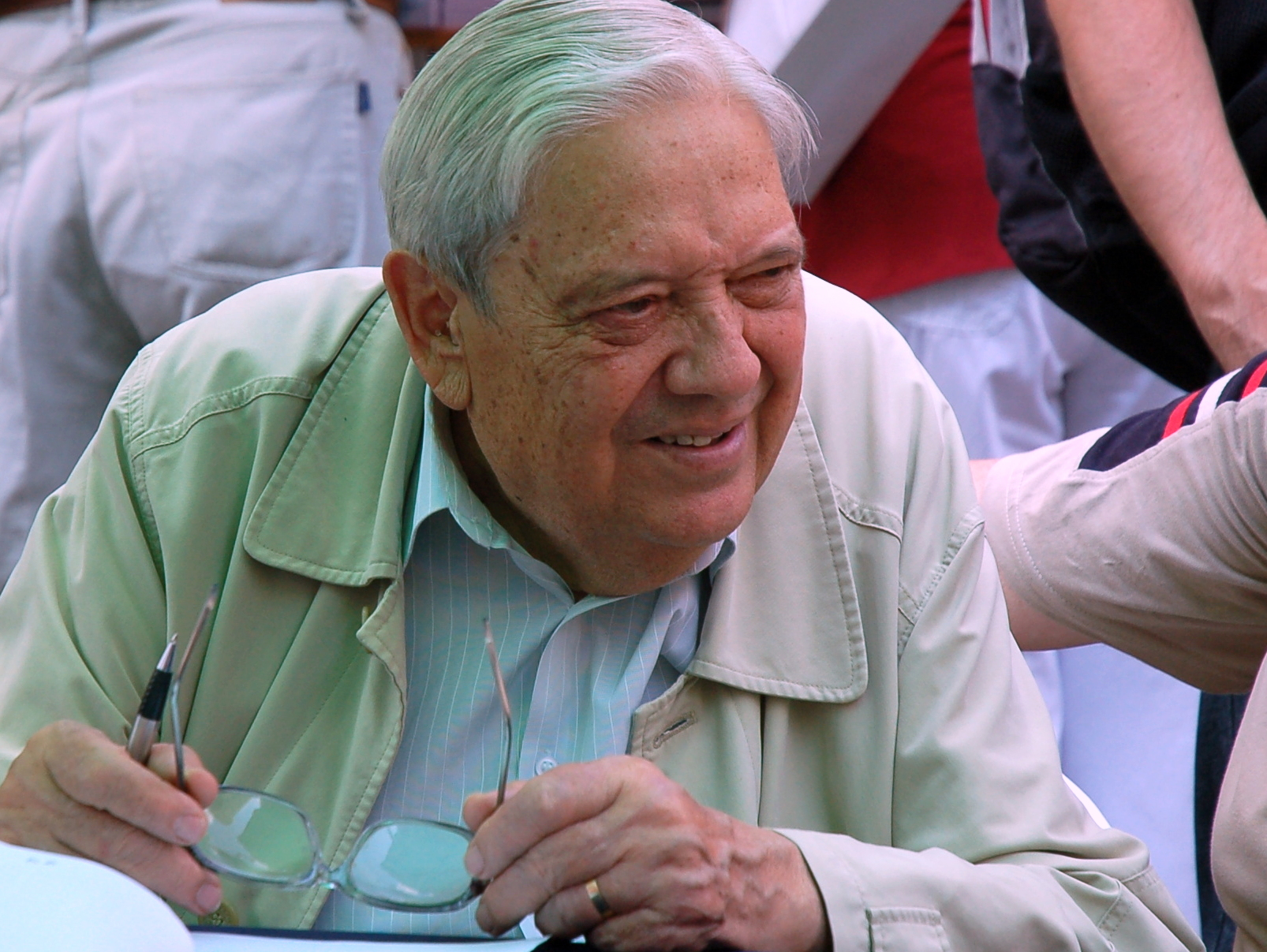
Пожгаи на книжной ярмарке 2012 года

Имре Пожгаи был избран в парламент, однако ВСП потерпела серьёзное поражение, уступив консерваторам, либералам и центристам. Кандидатура Пожгаи была выдвинута ВСП на президентский пост, но он проиграл представителю либералов Арпаду Гёнцу. Он был избран депутатом по региональному списку ВСП в медье Бач-Кишкун после поражения от Йожефа Сайера (Фидес) в округе Шопрон. Был лидером парламентской группы партии с мая по ноябрь 1990 года.
По словам Пожгаи, он всецело поддерживал политическую демократизацию, но не был сторонником радикализма в экономике — не одобрял ускоренную приватизацию, настаивал на социальном контроле преобразований. В частности, он критиковал премьер-министра Йожефа Анталла за методы деколлективизации в деревне, сравнивая их с коллективизацией времён Ракоши, только с обратным знаком.
Идейно и политически Пожгаи эволюционировал дальше вправо. В 1991 он вышел из ВСП и совместно с первым президентом правоцентристского Венгерского демократического форума Золтаном Биро принял участие в учреждении Национального демократического альянса (NDSZ). Новая партия объявила своими приоритетами представительство интересов работников малого бизнеса и правозащитную деятельность. Она декларировала идеологию центристского «третьего пути», выступая за синтез правой экономической и левой социальной политики. Однако проект NDSZ не выдержал конкуренции с другими правоцентристскими силами и не получил развития, не сумев получить ни одного места на парламентских выборах 1994 года. В 1996 партия самораспустилась.
Со второй половины 1990-х Имре Пожгаи сблизился с национал-консервативными политическими структурами. В 1995—1996 он был президентом Всемирной федерации венгров и до 2001 состоял в её правлении. На выборах 1998 года выдвигался от Венгерского демократического форума, но мандата не получил. С 2005 сотрудничал с лидером партии Фидес Виктором Орбаном, являлся его политическим советником, в том числе по разработке новой конституции. Основанная Пожгаи ВСП фактически превратилась в его политического противника.
Имре Пожгаи являлся профессором политологии Дебреценского университета, преподавал в Реформаторском университете Гашпара Каройи. По его инициативе в 2012 был учреждён общественно-культурный ежемесячник Stádium.
Скончался Имре Пожгаи в венгерской столице в возрасте 82 лет.

## Факты о личности
Жена Имре Пожгаи до выхода на пенсию работала учительницей, сын — инженер, дочь — врач.
Имре Пожгаи был знатоком приготовления национальной ухи из карпа, побеждал на соответствующих кулинарных соревнованиях. Интересно, что победа Пожгаи на этом конкурсе была воспринята как символ перехода бывшего коммуниста на националистические позиции.